# Departamento Concepción (Misiones)
Das Departamento Concepción liegt im Südwesten der Provinz Misiones im Nordosten Argentiniens und ist eine von 17 Verwaltungseinheiten der Provinz. 
Es grenzt im Norden an das Departamento Leandro N. Alem, im Osten an das Departamento San Javier, im Süden an Brasilien und im Westen an die Provinz Corrientes. 
Die Hauptstadt des Departamento ist Concepción de la Sierra.

## Städte und Gemeinden
Das Departamento Concepción ist in folgende Gemeinden aufgeteilt:
- Concepción de la Sierra
- Santa María

Koordinaten: 28° 0′ S, 55° 30′ W